# Tore Ørjasæter
Tore Ørjasæter (ur. 3 marca 1886 w Skjåk, Oppland – zm. 29 lutego 1968, tamże) – norweski poeta i dramaturg.
Pochodził z rodziny nauczycielskiej i do swojego debiutu w 1908 sam również pracował w szkole. Pisał w nynorsku, odmianie języka norweskiego opartej na dialektach. Jego twórczość była inspirowana zarówno norweskimi krajobrazami i dziełami takich poetów jak Ivar Aasen czy Aasmund Olavsson Vinje jak też podróżami autora do innych krajów europejskich (Niemiec, Włoch, Francji). 
Główne tematy poruszane przez Ørjasætera to zderzenie tradycyjnego społeczeństwa z szeroko pojętą nowoczesnością oraz konflikty pomiędzy społecznością a jednostką. Najważniejszym dziełem tego autora jest trylogia poetycka zapoczątkowana w 1913 r. cyklem wierszy Gudbrands Langleite.
Sissel Kyrkjebø śpiewa pieśń Vestland, Vestland ze słowami poety.

## Twórczość
- Ættararv – poezja (1908)
- I dalom – poezja (1910)
- Gudbrand Langleite – pierwsza część poetyckiej trylogii (1913)
- Manns kræde – poezja (1915)
- Bru–millom – druga część trylogii poetyckiej (1920)
- Anne på Torp – dramat (1920)
- Skiringsgangen – poezja (1925)
- Skuggen – trzecia część trylogii poetyckiej (1927)
- Elvesong – poezja (1932)
- Livsens tre – poezja (1945)
- Christophoros – dramat (1948)
- Den lange bryllupreise – dramat (1949)